# Port lotniczy Monkey Bay
Port lotniczy Monkey Bay – port lotniczy zlokalizowany w mieście Monkey Bay, w Malawi.

## Linie lotnicze i połączenia
| Linia Lotnicza | Kierunek    |
| -------------- | ----------- |
| Ulendo Airlink | 1. Lilongwe |